# Lozzolo
Lozzolo (piemontesisch Lòsu, lokal Lòscio) ist eine Gemeinde in der italienischen Provinz Vercelli (VC), Region Piemont.

## Lage und Einwohner
Lozzolo liegt knapp 40 km nördlich von Vercelli und 762 Einwohner (Stand 31. Dezember 2023). Die Nachbargemeinden sind Gattinara, Roasio, Serravalle Sesia, Sostegno und Villa del Bosco. Das Gemeindegebiet umfasst eine Fläche von 6 km².
In Lozzolo werden Reben für den Bramaterra, einen Rotwein mit DOC Status angebaut.

## Persönlichkeiten
- Delmo Delmastro (* 1936), argentinischer Radrennfahrer